# 无神论人口
统计无神论者的人口很困难，其结果也不準確。原因主要有两个：第一，世界上一些政府推广无神论，而另一些政府压制无神论，因此对于无神论者人口的统计可能过高或过低；其次，由于无神论的定义不确定，许多统计的标准并不统一，其中一些可能仅仅统计强无神论者人口，而另一些则统计无宗教信仰者的人口。尽管存在这些困难，大多数研究标明无神论者（无宗教信仰者）占全世界人口的12－15％。
另外，無神論概念出自一神信仰的西方，因此該概念套用到傳統東方文化上，便出現了矛盾，如中國人和日本人等東方民族，經常介於有神論和無神論間（也就是泛神論），與西方嚴格區別兩個概念的思維不同。因此統計該地各國無神論者的比例，可能會出現10－90％的極大落差。特别是在日本，大多数人都同时拥有多个宗教信仰（参见日本宗教）。而無宗教信仰者並不同于无神论者，可能近似于不可知論者。

## 研究和统计数据及其存在的问题
由于一些国家推广无神论，而另一些国家压制无神论，因此无神论人口在不同国家可能被过高或者过低的估计。对于像无神论者这样没有一个系统或组织的群体，没有任何一种统计方法足够准确，所有统计都存在很高的误报（有意的或无意）可能性。另外，许多关于宗教信仰的问卷调查询问被调查者是否“不可知论者”或“无神论者”，这个问题本身就存在歧义性，因为这两个概念可能被不同人作不同的理解，致使一些人回答他们同时是不可知论者和无神论者。还有一些调查实际调查的是“无宗教信仰的人”，而不是“无神论者”，或者可能是两者的合集。
无神论人口统计的困难是多方面原因造成的。无神论是一种与其他状态兼容的状态，例如一些无神论者同时认为自己是不可知论者、佛教徒、儒家或者拥有其他哲学信念，一些人甚至把自己的宗教定为“绝地”（星際大戰虚构群体）。因此，如果调查问卷的选项不同，对无神论人口的统计结果会有很大差异。政治性组织可能有意无意的曲解无神论。在问卷设计的语言组织上可能带有偏见或误导。
某些宗教可能被認為是無神論但信徒否認的，如基督教等一神教可能被偶像崇拜者認為是無神論偽裝成有神論，只是現在一神教的影響力極強而鮮有人敢這樣說。而某些宗教信徒自認無神論但別人不承認其無神論的，如佛教不承認神話的真實性，認為不過是天人被誤認成神祇，可佛教同樣又以滿天神佛聞名，被人認為是多神教或偶像崇拜。
另外，由于一些基督教徒相信“一次得救永遠得救”，这一理念叫聖徒蒙保守，一些前基督教信徒仍然把自己归为“基督教初信徒”，而无神论人口统计大多数会假设无神论和宗教信徒没有交集。
很多人在信神和不信神问题上摇摆不定，当他们被问及一定要明确自己要么信神要么不信神时，社会世俗的潮流会对其造成影响。还有一些人拒绝把自己描述成无神论者，是由于诸如与无神论者不合，家庭和社群影响，对无神论概念的不理解等原因造成的。

## 无神论人口分布

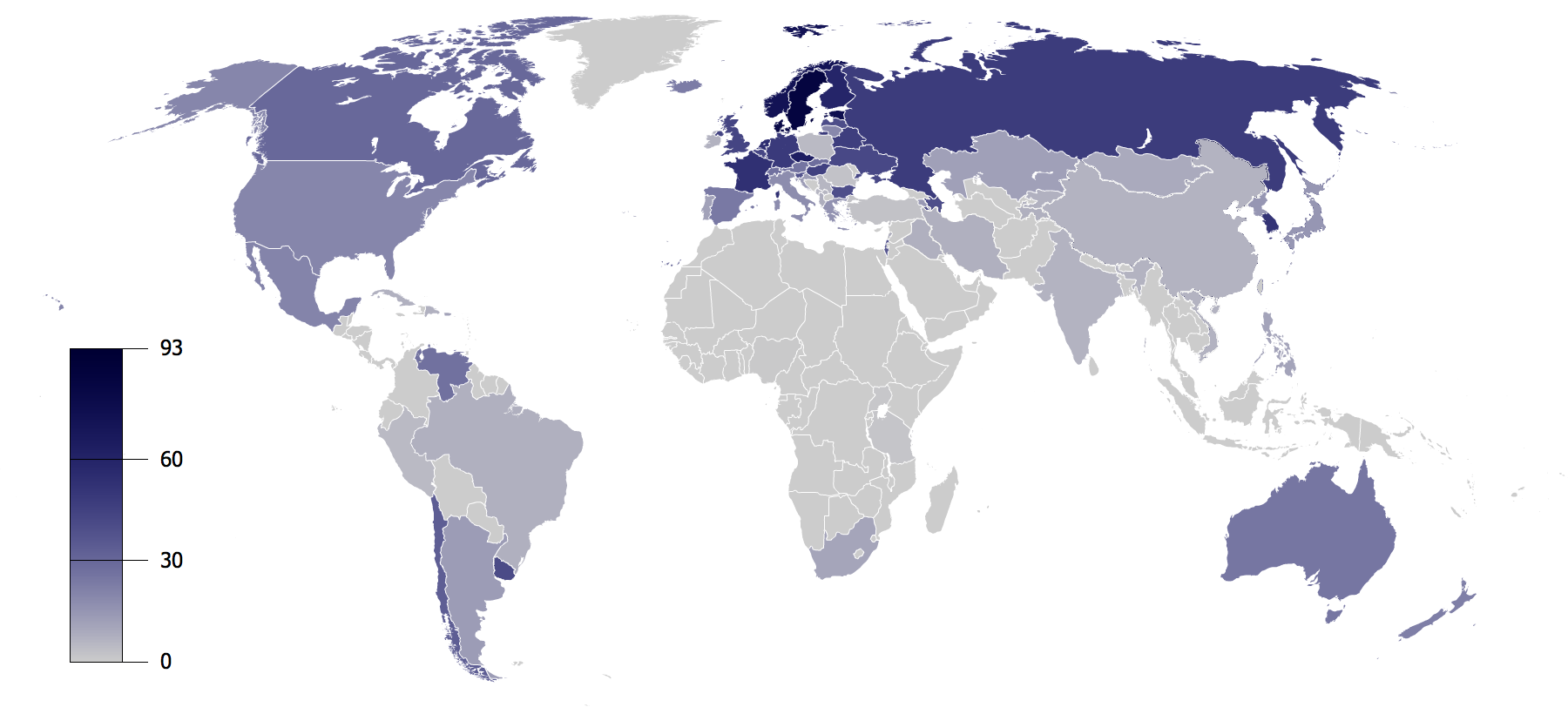
世界无神论和不可知论人口比例（2007年）

尽管无神论者在大部分国家佔少数，但可以确定的是在共产主义国家（如中华人民共和国、越南、古巴等）和東歐前共产主义国家尤甚（如俄罗斯、白俄罗斯等），无神论者人数较多，这是由于共产主义国家曾经强制推行无神论。在西欧、澳大利亚、新西兰、加拿大、瑞典等地区无神论者也较多甚至能過半數，之后是美国，世界其他国家地区无神论者较少。根据1995年的调查，无宗教信仰的人口占世界总人口的14.7％，而无神论者占3.8％。与此相近的，在2002年由Adherents.com网站进行的调查表明“世俗的、无宗教的、不可知论的、以及无神论的人口”比例是14％。美国中情局2004年的调查表明12.5％的人没有宗教信仰，其中2.4％是无神论者。根据《大英百科全书》2005年出版的调查结果，无宗教人口占世界总人口的11.9%，无神论者则占2.3%，这个统计并未包括那些信仰无神论宗教的人，例如佛教徒。
一些调查表明无神论在科学家中所占地比例更高，这一趋势在20世纪初就比较明显，而到20世纪末成为科学家中的多数。美国心理学家詹姆士·柳巴（James H. Leuba）1914年随机调查了1000位美国自然科学家，其中58％“不相信或怀疑神的存在”。同一调查在1996年重复了一次，得出60.7％的类似结果，而且美国科学院院士中这一比例高达93％。肯定回答不相信神的比例从52％升高至72％。跨国研究结果表明教育程度和不相信上帝有正相关性，欧盟的调查也显示辍学和相信上帝有正相关性。《自然》杂志1998年刊登的文章指出，调查显示美国国家科学院院士之中相信人格神或来世的人数处于历史低点，相信人格神的只占7%，远比美国人口的85%为低。《芝加哥大学纪事报》的文章则指出，76%的医生相信上帝，比例高于科学家的7%，但仍比一般人口的85%为低。同年，麻省理工学院的弗兰克·萨洛韦和加利福尼亚大学的迈克尔·舍默进行研究显示，高学历的美国成年人（调查样本中12%持有博士学位，62%是大学毕业生）之中有64%相信上帝，而宗教信念与教育水平有负相关性。门萨国际出版的杂志的文章指出，1927年至2002年之间进行的39个研究显示，对宗教的虔诚和智力有负相关性。这些研究结果与牛津大学教授迈克尔·阿盖尔进行的元分析结果近似，他分析了7个研究美国学生对宗教的态度和智力商数的关系。虽然发现负相关性，该分析没有提出两者之间存在因果关系，并指出家庭环境、社会阶级等因素的影响。

### 亚洲
西亚的回教國家人民多半是穆斯林，因對無神論者的歧視，宣称自己是无神论有显见的政治、法律风险。回教教法學者認為「承認無神論者，比接納多神教信徒更危險」，甚至沙烏地阿拉伯官方宣稱，宣稱自己是無神論者，將依照恐怖主義的防治辦法加以調查，所以無神論者的數目很難統計。
東亞有诸如佛教、道教和儒家存在的东亚文化使无神论人口调查难于进行，特别是在日本大多数人都同时信奉神道與佛教（参见日本宗教），所以很难统计无神论者的人数，有時候日本人稱自己是無宗教信仰，其實只是沒有參加特定的宗教組織，但會經常祈求和祭祖、祭拜神靈，如果依照文化上的定義，這些日本人屬於神道與佛教的信徒。有数据称大约65%的日本人是无神论者、不可知论者或不相信神的存在。

#### 中华民国和中华人民共和国
自汉代起，中国以儒家思想为整个社会的主导思想，对宗教总体上持包容与化解的态度。另一方面，除儒家思想和各类宗教外，中国民间信仰兴盛，民众信仰多样而复杂。由于共產主義支持無神論，所以中华人民共和国成立後，政府赞成和鼓励无神论，执政党中国共产党的党员原则上必须是无神论者，2016年4月习近平在全国宗教工作会议中旗帜鲜明地指出：“共产党员要做坚定的马克思主义无神论者，严守党章规定，坚定理想信念，牢记党的宗旨，绝不能在宗教中寻找自己的价值和信念。”。同时，中国数千年来都有祖先崇拜，即使自称无神论者也大多都会祭祖，但仅仅祭祖者在一般宗教统计中又往往会被当做无神论者。因此，从古至今中国的无神论者构成一向比较复杂。目前中國大陸大约有59％的人口无宗教信仰。
在台湾，2014年美國中央情報局發布的調查，2300萬臺灣人口中，佛教、道教與臺灣民間信仰三者難捨難分，約佔93%。基督徒（包括天主教、新教、東正教等）約4.5%，其他信仰或不表態，約2.5%。另一項調查則顯示，現今臺灣有八成的民眾擁有宗教信仰，有五成的民眾經常參加各類型的宗教儀式與慶典。強調自己為無宗教信仰者約18%。

#### 西亚地区
在以色列，有约20％犹太人认为自己是“世俗的”（secularism），但其中多数人由于家庭或国家的原因仍参加礼拜。

### 欧洲

2005年欧洲无神论人口分布地图。

根据2005年欧洲统计办公室（Eurostat）的统计，18％欧洲人口“不相信有灵魂、神，或者其他形式的生命存在”。一些调查发现瑞典是世界上最世俗的国家之一，大约85％的瑞典人不相信神。无神论者、不可知论者和其他不相信人格神的人口比例（包括无宗教信仰者）在法国、英国和俄罗斯的比例分别为40％、33％和32％。而2007年的调查则显示波兰、罗马尼亚、塞浦路斯和其他一些欧洲国家无神论者（包括无宗教信仰者）所占总人口比例的数字为个位数；而北欧地区的瑞典（85%）、丹麦（80%）、挪威（72%）和芬兰（60%）的比例则较高。

### 美洲
对于美国无宗教信仰人口（包括無神論、不可知论、自然神论等）人口的调查结果从0.4%到15％相差较大，大约16.2％的加拿大人无宗教信仰（包括無神論者），而绝大多数墨西哥人是天主教徒（89％）。2006年11至12月有调查考察美国和5个欧洲国家的无神论人口，在《金融时报》发布的调查结果显示，美国的无神论人口比例最低，只有4%；而欧洲国家的比例则较高（意大利：7%，西班牙：11%，英国：17%，德国：20%，法国：32%）。其中关于欧洲国家的数字与2005年欧盟官方调查的结果相近，根据2005年欧洲统计办公室（Eurostat）的统计，那次调查显示18%的欧盟人口不相信有神存在。
在拉丁美洲國家，天主教徒佔多數，但近年无宗教信仰的人增加。

### 大洋洲
根据澳大利亚统计局的数据显示19%的澳大利亚人“无宗教信仰”（包括不可知論者、无神论者）。